# Sacra Famiglia Barberini
La Sacra Famiglia Barberini è un dipinto a olio su tavola (140x104 cm) di Andrea del Sarto, databile al 1528 circa e conservato nella Galleria nazionale d'arte antica di Palazzo Barberini a Roma.

## Storia
Vasari ricordò l'opera come eseguita subito dopo la Sacra Famiglia Bracci per il medesimo committente, Zanobi Bracci patrizio fiorentino. Le due opere hanno molte caratteristiche stilistiche comuni, così come appartiene alla stessa serie la Sacra Famiglia Medici, di identiche dimensioni della versione Barberini.
Quest'ultima si trovava nella cappella della villa del committente a Rovezzano, negli immediati dintorni di Firenze. Suo figlio, monsignor Antonio Bracci, la vendette a Jacopo Salviati nel 1580 e in seguito fece parte delle collezioni Colonna e Barberini, prima di essere acquistata dallo Stato nel 1935. 
Ne esistino varie copie antiche che ne testimoniano la notorietà. Al Museo del Prado di Madrid ne esiste una versione dipinta su tavola, non esposta da molto tempo e che, analizzata e ripulita, si rivelò essere una replica lasciata incompiuta dal maestro.

## Descrizione e stile
Le opere di questi anni mostrano il tentativo di Andrea del Sarto di unificare, in uno stile personalissimo, l'esempio dei grandi maestri della generazione precedente, in particolare la precisione del disegno e il rilievo scultoreo delle figure alla Michelangelo, lo sfumato leonardesco e il classicismo compositivo di Raffaello. A quest'ultimo Andrea dovette guardare per creare il serrato gruppo familiare, col san Giuseppe pensoso ripreso dalla Sacra Famiglia di Francesco I, che probabilmente l'artista aveva studiato direttamente in Francia.
Maria, con le gambe plasticamente mosse e l'anatomia sicura e monumentale, stringe a sé il Bambino, il quale ricorda nella fisionomia e nell'atteggiamento pensoso quello di Raffaello nella Madonna del Granduca.
I colori smorzati, intonati ad accostamenti insoliti, hanno sfumature che si fanno ora tenui, ora scintillanti e accese dalla luce, soprattutto nelle figure di Maria e del Bambino, secondo la particolarissima tecnica "sartesca", dalle sfumature sabbiose.